# Tiszanána
Tiszanána är en ort i Ungern.   Den ligger i provinsen Heves, i den centrala delen av landet, 110 km öster om huvudstaden Budapest. Tiszanána ligger 84 meter över havet och antalet invånare är 2 607.
Terrängen runt Tiszanána är mycket platt. Runt Tiszanána är det ganska glesbefolkat, med 35 invånare per kvadratkilometer. Närmaste större samhälle är Tiszafüred, 18,3 km öster om Tiszanána. Trakten runt Tiszanána består till största delen av jordbruksmark.